# 塔根冰原島峰
塔根冰原島峰（挪威語：Taggen Nunatak）是南極洲的冰原島峰，位於毛德皇后地的朗希爾德公主海岸，屬於南龍達訥山脈的一部分，處於博克格雷溫克冰川和克賴策冰川之間，在1957年由挪威製圖師根據美國海軍拍攝的空中照片繪入地圖，現時由南極條約體系管理。
 本条目引用的公有领域材料来自美国地质调查局的文档 《塔根冰原島峰》 （資料來自地名信息系统）。

72°10′S 21°48′E / 72.167°S 21.800°E